# État de Niger
Pour les articles homonymes, voir Niger (homonymie).
L'État de Niger est un État dans l'ouest du Nigeria. Sa capitale est Minna et les autres villes importantes sont Bida, Kontagora et Suleja. Il a été créé en 1976 quand l'État du Nord-Ouest (en) fut scindé en l'État de Niger et l'État de Sokoto.

## Géographie
C'est, en superficie, le plus grand État du Nigeria. Il est frontalier du Bénin à l'ouest, des États nigérians du Kebbi et Zamfara au nord, de l'État de Kaduna à l'est, du Territoire de la capitale fédérale au sud-est qui abrite la capitale nigériane Abuja, et des États du Kogi et du Kwara au sud, séparés par le fleuve Niger.
| Alibori ( Bénin) | Kebbi         | Zamfara                 |
| Borgou ( Bénin)  | État du Niger | Kaduna                  |
| Kwara            | Kwara         | Kogi, Capitale Fédérale |

Il porte le nom du fleuve Niger qui l'arrose. Deux des principaux barrages hydroélectriques, le barrage Kainji et le barrage de Shiroro (en) sont situés dans l'État. On trouve aussi le parc national de Kainji, le plus grand parc national du pays, qui abrite le lac Kainji (en) (lac artificiel du barrage homonyme).

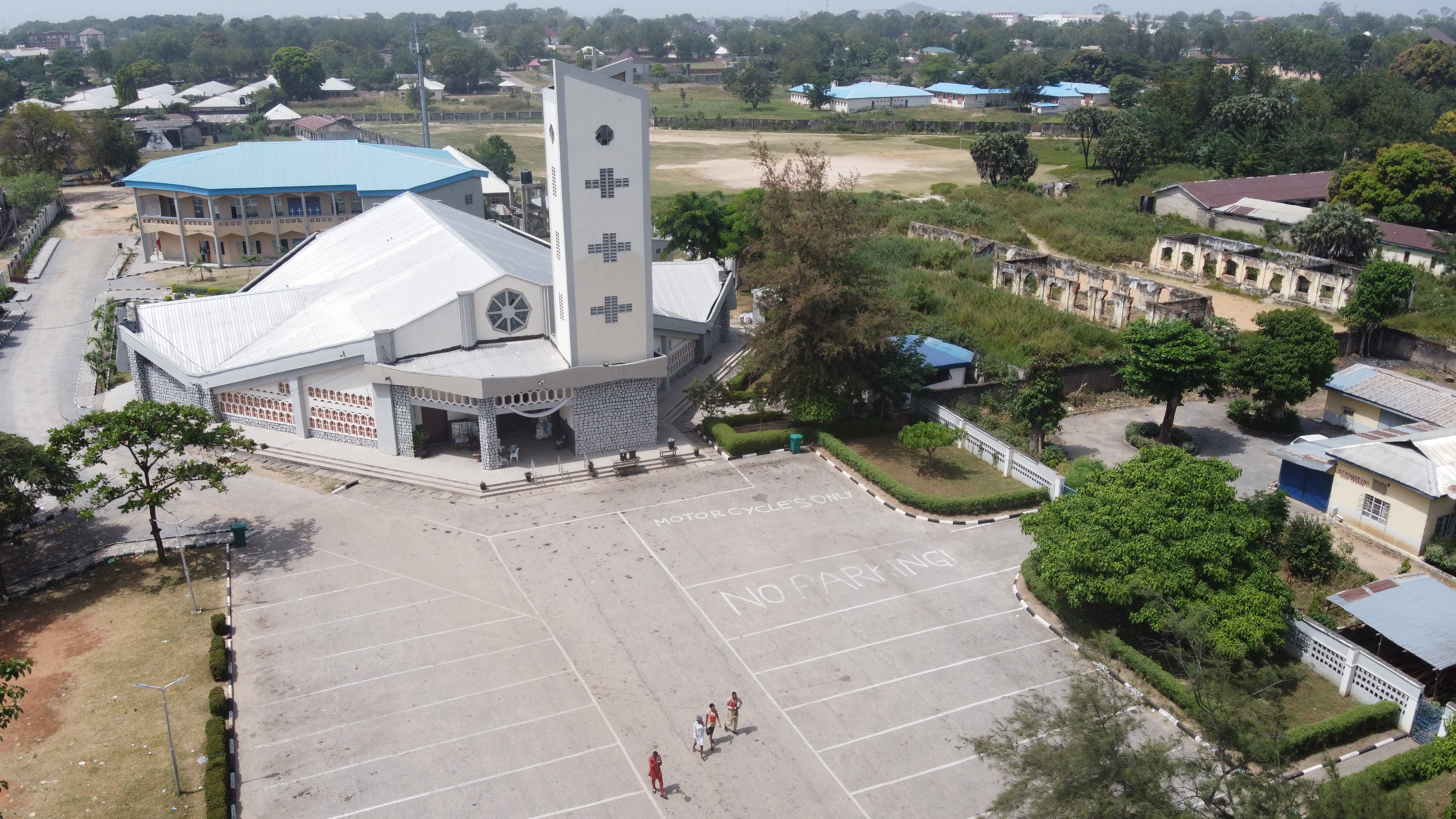
Église catholique Saint-Michel de Minna.

## Source
- (en) Cet article est partiellement ou en totalité issu de l’article de Wikipédia en anglais intitulé « Niger State » (voir la liste des auteurs).